# Fédération internationale de pétanque et de jeu provençal
La Fédération internationale de pétanque et de jeu provençal (FIPJP) est l'organisation qui gère tous les licenciés de pétanque et du jeu provençal.

## Présentation
Crée en 1957 à Spa en Belgique et de façon officiel le 8 mars 1958, à Marseille en France,, elle chapeaute les fédérations nationales de ces deux sports. En 2017, cette fédération internationale compte 112 fédérations nationales avec environ cinq millions de membres actifs et 600 000 licenciés. Elle organise les Championnats du monde de pétanque avec l'aide de bénévoles locaux issu de la commune qui reçoit ces championnats.

## Présidents
- 1958 - 1961 :  Mr Altério[2]
- 1961 - 1967 :  Mr Habib[2]
- 1967 - 1971 :  Mr Sabata-Anfruns[2]
- 1971 - 1977 :  André Paul[2]
- 1977 - 2004 :  Henri Bernard[6]
- 2004 - en cours :  Claude Azéma[7],[8],[9]